# Tonna (Fluss)
Die Tonna ist ein Bach im Thüringer Becken und ein rechter Nebenfluss der Unstrut. 
Sie entspringt am südlichen Ortsrand von Ballstädt im Landkreis Gotha und fließt am Westrand der Fahner Höhe in nördlicher Richtung durch die Gemeinde Tonna. Nach etwa 10 Kilometern mündet sie im Bad Langensalzaer Ortsteil Nägelstedt in die Unstrut.
Der Bach wurde erstmals 1222 als Thunna urkundlich erwähnt. Als Oikonym erscheint der Name schon 780/802 als Tunnaho in den schriftlichen Quellen. Er stammt aus dem Germanischen und bedeutet „schwarzbraunes, braungraues Fließgewässer“.